# 159-es busz (Budapest)
A budapesti 159-es jelzésű autóbusz Csepel, Szent Imre tér és a Szent László utcai lakótelep között közlekedik. A vonalat az ArrivaBus Kft. üzemelteti.
Az autóbuszokat a Dél-pesti autóbuszgarázs és a Szállító utcai telephely adja ki.

## Története
1977. január 1-jén az 59Y busz jelzését 159-esre módosították.
2021. július 3-ától hétvégente és ünnepnapokon, majd 2021. július 12-étől 2022. április 30-áig minden nap első ajtós felszállás volt érvényben. 2022. május 2-ától újra csak hétvégén és ünnepnapokon szükséges az első ajtón felszállni, ahol a járművezető ellenőrzi az utazási jogosultságot.

## Járművek
A vonalon Mercedes-Benz Conecto G és (hétköznap és szombat este) MAN Lion’s City autóbuszok közlekednek.

## Útvonala
| Szent László utcai lakótelep felé |
| Csepel, Szent Imre tér vá. – Károli Gáspár utca – Kossuth Lajos utca – Erdősor utca – Csille utca – Szent László utca – Szent László utcai lakótelep vá.                                          |
| Csepel, Szent Imre tér felé |
| Szent László utcai lakótelep vá. – Szent László utca – Festő utca – Erdősor utca – Kossuth Lajos utca – Szent István út – II. Rákóczi Ferenc út – Vermes Miklós utca – Csepel, Szent Imre tér vá. |

## Megállóhelyei
| 0  | Csepel, Szent Imre tér végállomás                | 15 | 35, 36, 38, 38A, 71, 138, 148, 151, 152, 179, 238, 278 688, 690                          | Autóbusz-állomás, XXI. kerületi Önkormányzat, Okmányiroda, XXI. kerületi Rendőrkapitányság |
| ∫  | Kiss János altábornagy utca                      | 14 | 38, 38A, 71, 138, 152, 179, 238, 278 688, 690                                            |                                                                                            |
| ∫  | Szent Imre tér H                                 | 12 | 35, 36, 38, 38A, 71, 138, 148, 151, 152, 179, 238, 278 672, 673, 674, 675, 676, 688, 690 | Volánbusz-állomás, HÉV-állomás, XXI. kerületi Önkormányzat, Okmányiroda                    |
| ∫  | Karácsony Sándor utca H                          | 10 | 36, 38, 38A, 71, 138, 148, 179, 238, 278 672, 673, 674, 675, 676, 688, 690               | HÉV-állomás                                                                                |
| 3  | Karácsony Sándor utca                            | ∫  | 35, 36, 148, 151, 152                                                                    | HÉV-állomás                                                                                |
| 3  | Görgey Artúr tér                                 | ∫  | 35, 36, 148, 151, 152                                                                    | Csepel Plaza                                                                               |
| ∫  | II. Rákóczi Ferenc út                            | 9  | 36, 38, 38A, 71, 138, 148, 238, 278                                                      | Csepel Plaza                                                                               |
| 5  | Szent István út                                  | ∫  | 35, 36                                                                                   |                                                                                            |
| 6  | Völgy utca                                       | 7  | 35, 36                                                                                   |                                                                                            |
| 7  | Erdősor utca (↓) Kossuth Lajos utca (↑)          | 6  | 38, 38A, 138, 238, 278                                                                   |                                                                                            |
| 8  | Technikus utca                                   | 6  |                                                                                          |                                                                                            |
| 10 | Kölcsey utca (↓) Kölcsey utca (Erdősor utca) (↑) | 5  | 35, 36                                                                                   |                                                                                            |
| 11 | Csikó sétány (↓) Erdősor utca (↑)                | 3  |                                                                                          |                                                                                            |
| 12 | Csille utca                                      | ∫  |                                                                                          |                                                                                            |
| ∫  | Posztó utca                                      | 1  |                                                                                          |                                                                                            |
| ∫  | Fémmű utca                                       | 0  |                                                                                          | Arany János Általános Iskola                                                               |
| 14 | Szent László utcai lakótelep végállomás          | 0  | 71, 152                                                                                  | Arany János Általános Iskola                                                               |